# Blåsstarr
Blåsstarr (Carex vesicaria) är en av ett fåtal starrar i den svenska floran som är av sådan höjd och bladrikedom, att de bildar en vasslik vegetation i vattendragen.

## Beskrivning
Blåsstarr och flaskstarr är nära besläktade och igenkänns på 2 eller flera hanax samt i allmänhet gulaktiga fruktgömmen. De når en höjd av 0,5-1 m och är allmänna över hela Norden.
I fjälltrakterna blir denna växt lägre, axen kortare, upprätta, och fruktgömmena bruna eller svartaktiga (forma alpigena Fr.; jämför med svedstarr och svartstarr).
Bladen av dessa storväxta arter är sega och mjuka, och användes förr i norra Skandinavien som hö till att med ett norskt uttryck "sena" eller fylla lappskorna (pjäxorna, komagerna) omkring foten, vilket ger värme om vintern och svalka om sommaren. Efter skörden bereddes de på liknande sätt som man bereder lin. Knippor med starr kammades med järn- eller hornkam och gnuggades mellan händerna tills de blev mjuka. Därav kallas dessa arter även "skostarr" och "skogräs" (på norska "senegras"). Det förekommer också att detta hö stoppas i vantarna.

## Habitat
Blåstarr växer på stränder, i diken och dammar med mera, även i de lägre fjälltrakterna.

### Utbredningskartor
- Norden
- Norra halvklotet  På denna karta finns även gränslinjer angivna för ett antal varianter.

## Etymologi
Vesicaria kommer av latin vesicus = "med blåsor". Detta syftar på de blåslika fruktgömmena.

## Bygdemål
| Namn          | Område            | Referens | Kommentar                              |
| ------------- | ----------------- | -------- | -------------------------------------- |
| Habmak-suoine | Sameland          | [ 2 ]    | Namnet är samiska och betyder "sko-hö" |
| Lappskodos    | Dalarna, Älvdalen | [ 2 ]    |                                        |
| Skodos        | Dalarna, Våmhus   | [ 2 ]    |                                        |